# Lordhowea insularis
Lordhowea es un género monotípico de plantas herbáceas perteneciente a la familia de las asteráceas. Su única especie: Lordhowea insularis, es originaria de Australia

## Descripción
Es un arbusto, ligeramente ramificado que alcanza un tamaño de 2 m de altura. Las hojas glabras, ligeramente suculentas; con peciolo de 2-5 cm de largo; limbo lanceolado a elíptico, de 7-11 cm de largo, y 2.5-5 cm de ancho, atenuadas en el pecíolo, ligeramente engrosadas en los márgenes con  7 u 8 grandes lóbulos dentados, de 3-10 mm de largo, agudos en el ápice. Capitulescencias cilíndricas en corimbos; brácteas involucrales generalmente 8, oblongo-lanceoladas, de 6-7 mm de largo, glabras excepto en el ápice poco pubescentes; bractéolas 3 o 4, de 0.5-1 mm de largo. Lígulas 5-7 flósculos de color amarillo, pálido, desvaneciéndose a blancuzco; disco floretes con 10-20. Cypselas estrechamente cilíndricas, de 3-5 mm de largo; vilano con cerdas suaves, de 6-7 mm de largo.

## Distribución y hábitat
Es endémica de Isla Lord Howe donde es  común en las lomas y cimas de las montañas, en áreas abiertas del bosque húmedo. 

## Taxonomía
Lordhowea insularis fue descrita por (Benth.) B.Nord.    y publicado en Opera Botanica 44: 40. 1978.
Etimología
Lordhowea: epíteto geográfico que alude a su localización en la Isla de Lord Howe.
insularis: epíteto latíno que significa "isleña"
Sinonimia
- Senecio insularis Benth.	 basónimo[4]